# Échenans-sous-Mont-Vaudois
Échenans-sous-Mont-Vaudois là một xã thuộc tỉnh Haute-Saône trong vùng Bourgogne-Franche-Comté phía đông nước Pháp.